# Tutrakan
Tutrakan (bulgarisch Тутракан) ist eine Stadt in der gleichnamigen Gemeinde im Bezirk/Oblast Silistra im Norden Bulgariens. Die Stadt liegt auf dem rechten Ufer der Donau, gegenüber der rumänischen Stadt Oltenița.

## Lage
Tutrakan liegt auf dem hohen Ufer der Donau, ca. 433 km von ihrer Mündung ins Schwarze Meer entfernt. Die Stadt befindet sich rund 380 km nordöstlich der bulgarischen Hauptstadt Sofia, ca. 120 km südöstlich der rumänischen Hauptstadt Bukarest, 60 km nordöstlich von Russe, 62 km westlich von Silistra und 70 km nördlich von Rasgrad.

## Verkehr
An Tutrakan zieht knapp südlich die von Russe kommende und in Richtung Silistra weiterführende Straße II-21 vorbei. Von der Stadt verkehrt eine Fähre über die Donau in  das rumänische Oltenița.

## Geschichte
Die Stadt wurde unter Diokletian unter dem Namen Transmarisca gegründet.
„Transmarisca“ ist auch ein Titularbistum der katholischen Kirche. Es ist aber derzeit nicht besetzt (vakant).
Die Stadt Tutrakan, damals Turtukaj genannt, wurde im Laufe des ersten Russisch-Türkischen Krieges 1768–74 sowie des zweiten Russisch-Türkischen Krieges 1806–12 von der russischen Armee unter der Führung des späteren Marschall Alexander Wassiljewitsch Suworow am 10. Mai 1773 und am 19. Mai 1810 von russischen Truppen unter der Führung Andreas von Saß eingenommen. Dem 1812 geschlossenen Friedensvertrag von Bukarest gab Russland Tutrakan an das Osmanische Reich zurück.
Infolge des Russisch-Türkischen Krieges von 1877/1878 wurde Tutrakan im Friedensvertrag von San Stefano Bulgarien zugewiesen. Nach dem Zweiten Balkankrieg musste Bulgarien aufgrund des Friedensvertrages von Bukarest 1913 die Stadt und Festung Tutrakan an Rumänien abtreten.
Im Ersten Weltkrieg bezeichneten die Rumänen die Festung Tutrakan, nun Turtucaia genannt, als ihr uneinnehmbares „Verdun an der Donau“. Doch nach nur kurzer Belagerung wurden die Stadt und Festung Tutrakan am 6. September 1916 von deutschen und bulgarischen Truppen eingenommen. Nach dem Krieg musste Bulgarien aufgrund des Vertrages von Neuilly-sur-Seine die Stadt und Festung Tutrakan 1919 an Rumänien abtreten.
Der nächste (und letzte) Wechsel der staatlichen Zugehörigkeit der Stadt Tutrakan erfolgte am 7. September 1940 durch den Vertrag von Craiova zwischen dem Zarentum Bulgarien und dem Königreich Rumänien. Damit gab Rumänien das südliche Drittel der Fläche der Dobrudscha – und damit auch Tutrakan – an Bulgarien zurück. Nach dem Zweiten Weltkrieg wurde der Vertrag von Craiova von der Pariser Friedenskonferenz 1946 bestätigt.
Die Stadt ist seit 2005 Namensgeber für den Tutrakan Peak, einen Berg auf der Livingston-Insel in der Antarktis. Unter ihrem antiken Namen ist sie zudem namensgebend für die Transmarisca Bay von Krogh Island im antarktischen Archipel der Biscoe-Inseln.